# طاها شریعتی
طاها شریعتی (زادهٔ ۱۳ اسفند ۱۳۷۸) بازیکن فوتبال اهل ایران است که در پست دفاع وسط برای باشگاه فوتبال پارس جنوبی جم بازی می‌کند.
این بازیکن در جام جهانی فوتبال زیر ۱۷ سال ۲۰۱۷ هند در تیم منتخب این رقابت‌ها قرار گرفت.
طاها شریعتی در سال ۲۰۱۷ نامزد دریافت عنوان بهترین بازیکن جوان سال آسیا از سوی کنفدراسیون فوتبال آسیا شد که به دلیل حضور نیافتن در مراسم اهدای جوایز، به این جایزه نرسید.